# Чижов, Евгений Львович
Евге́ний Льво́вич Чижо́в (29 октября 1966, Москва — 11 августа 2025, Балтийское море) — русский писатель, переводчик, журналист.

## Биография
Родился в московской семье переводчика и адвоката. В 1988 году окончил юридический факультет МГУ, работал по специальности. В 1994 году переехал в Германию, где прожил три года. Вернувшись в Россию, работал журналистом и переводчиком.
Литературный дебют Чижова состоялся в 1997 году публикацией повести «Бесконечный праздник» в журнале «Соло». В 2000 году в журнале «Октябрь» был опубликован роман «Тёмное прошлое человека будущего», позднее изданный отдельной книгой вместе с повестями «Бесконечный праздник» и «Без имени». Второй роман Чижова «Персонаж без роли» вышел в 2008 году. Следующий роман «Перевод с подстрочника» (2013) стал финалистом премий «Ясная Поляна» и «Большая книга» и удостоен премии «Венец» Союза писателей Москвы. В 2020 году получил премию «Ясная Поляна» за книгу «Собиратель рая». В 2024 году выпустил сборник рассказов «Самоубийцы и другие шутники». Рассказ «Боль» из этого сборника удостоен премии журнала «Дружба народов», где был впервые опубликован.
Погиб 11 августа 2025 года. «Сегодня ушёл из жизни мой близкий друг, прекрасный писатель Евгений Чижов (Соминский). Утонул в Балтийском море. Очень дорогой для меня человек. Эта потеря — дыра в душе, которая не зарастёт никогда. Женя, дорогой, покойся с миром. Всегда буду помнить тебя», — написал друг Евгения Чижова, драматург Дмитрий Данилов в Telegram-канале. Похоронен на Долгопрудненском кладбище.

## Отзывы
- Лев Данилкин: «Чижов — мастер выдумывать замечательные сюжеты, но держатся его романы на стиле: это почти тактильно ощущаемая, плотная, состоящая из меланхолии, иронии и тайны проза»[10].
- Анна Наринская («Коммерсантъ») «Он пишет романы „умные“, (в каком-то смысле даже романы идей), он пишет романы литературные (в каком-то смысле даже „про литературу“), но в первую очередь он пишет романы. Всякий раз он устраивает мир, в которого поселяет героя с чувствованиями, верованиями, с мыслями, с судьбой. Его книги — про чтение все же больше, чем про думанье»[11].
- Лидия Маслова: «Москвич Евгений Чижов пишет романы, которые принято именовать „умными“: и действительно, выпускник юрфака МГУ, интеллектуал и фантазер, в своих творениях явно не очень рассчитывает на массовую аудиторию. Тем больше его успех в кругах интеллигентских, и новая книга писателя уже вызвала восторги у „продвинутой“ публики»[12].

### Повести
- «Бесконечный праздник» («Соло», 1997; «Олма-пресс», 2002)
- «Без имени» («Олма-пресс», 2002)

### Романы
- «Тёмное прошлое человека будущего» («Октябрь» № 6, 7, 2000; «Олма-пресс», 2002; «ЭКСМО», 2009, «АСТ», 2023).
- «Персонаж без роли» («ЭКСМО», 2008).
- «Перевод с подстрочника» («АСТ», 2013, 2021).
- «Собиратель рая» («АСТ», 2019).

### Рассказы
- «Самоубийцы и другие шутники» («АСТ», 2024).